# Schneestrahlen
Das CO2-Schneestrahlen ist wie das Trockeneisstrahlen ein Druckluftstrahlverfahren, bei dem als Strahlmittel Kohlenstoffdioxid eingesetzt wird. Hinsichtlich der Wirkmechanismen ist das CO2-Schneestrahlen dem Trockeneisstrahlen sehr ähnlich. Ein wesentlicher Unterschied liegt jedoch in der Zuführung des Strahlmittels. Da eine kontinuierliche Strahlmittelversorgung verwendet wird,  handelt es sich beim CO2-Schneestrahlen nicht um ein sogenanntes Batch-Verfahren – wie etwa das Trockeneisstrahlen, dessen Prozess Trockeneis zugeführt werden muss.
Die Versorgung mit dem Strahlmittel (flüssiges Kohlenstoffdioxid) erfolgt kontinuierlich aus Steigrohrflaschen oder CO2-Niederdrucktanks. Wesentliches Merkmal des CO2-Schneestrahlens ist die Verwendung der flüssigen Phase des Kohlenstoffdioxids, Feststoffpartikel als Strahlmittel werden direkt im Prozess erzeugt. Wenn das CO2 bereits vor dem Strahlvorgang in fester Form vorliegt, spricht man vom Trockeneisstrahlen. Das flüssige Kohlenstoffdioxid wird einem Druckluftstrahl zugeführt und zu einem Schnee/Gas-Gemisch entspannt. 
Es werden zwei Verfahrensvarianten unterschieden, die sogenannte Zweistoffringdüse und die Strahldüse mit Agglomerationskammer. Bei der Zweistoffringdüse wird das flüssige Kohlenstoffdioxid am Düsenaustritt auf Umgebungsdruck entspannt. Die entstehenden CO2-Schneepartikel werden durch einen Mantelstrahl aus überschallschneller Druckluft gebündelt und beschleunigt. Durch die geringe kinetische Energie der Partikel ist diese Verfahrensvariante wenig abrasiv und wird daher vor allem für die Reinigung von feinstrukturierten, hochempfindlichen Bauteilen eingesetzt. Beim zweiten CO2-Schneestrahlprinzip wird das flüssige Kohlenstoffdioxid dem Druckluftstrom in einem Entspannungsraum, der so genannten Agglomerationskammer, zudosiert. Im Vergleich zur Zweistoffringdüse entstehen größere Schneepartikel, die mit der Druckluft in einer nachfolgenden Düse beschleunigt, zu einer deutlich höheren Abrasivität führen.
Die Vorteile des CO2-Schneestrahlens liegen vor allem in der sehr guten Automatisierbarkeit durch die kontinuierliche Strahlmittelversorgung. Durch die geringere kinetische Energie der Kohlenstoffdioxidpartikeln ist das CO2-Schneestrahlen ein deutlich weniger abrasives Verfahren als das Trockeneisstrahlen. Einsatzgebiete sind derzeit vor allem die Reinigung von feinstrukturierten, hochempfindlichen Bauteilen und, beim Einsatz von Stickstoff anstelle von Druckluft als Beschleunigungsmedium, der Einsatz unter Reinraumbedingungen.